# Episodi di Mirzapur (seconda stagione)
La seconda stagione della serie televisiva Mirzapur, composta da 10 episodi, è stata pubblicata su Amazon Video il 23 ottobre 2020.
| nº | Titolo originale | Regia                       | Sceneggiatura                   | Pubblicazione   |
| -- | ---------------- | --------------------------- | ------------------------------- | --------------- |
| 1  | Dhenkul          | Mihir Desai e Gurmeet Singh | Puneet Krishna e Vineet Krishna | 23 ottobre 2020 |
| 2  | Khargosh         | Gurmmeet Singh              | Puneet Krishna e Vineet Krishna | 23 ottobre 2020 |
| 3  | Viklaang Quota   | Mihir Desai                 | Puneet Krishna e Vineet Krishna | 23 ottobre 2020 |
| 4  | Bhaymukt         | Gurmmeet Singh              | Puneet Krishna e Vineet Krishna | 23 ottobre 2020 |
| 5  | Langda           | Mihir Desai                 | Puneet Krishna e Vineet Krishna | 23 ottobre 2020 |
| 6  | Ankush           | Gurmmeet Singh              | Puneet Krishna e Vineet Krishna | 23 ottobre 2020 |
| 7  | Ood Bilaav       | Gurmmeet Singh              | Puneet Krishna e Vineet Krishna | 23 ottobre 2020 |
| 8  | Chauchak         | Mihir Desai                 | Puneet Krishna e Vineet Krishna | 23 ottobre 2020 |
| 9  | Butterscotch     | Mihir Desai                 | Puneet Krishna e Vineet Krishna | 23 ottobre 2020 |
| 10 | King of Mirzapur | Gurmmeet Singh              | Puneet Krishna e Vineet Krishna | 23 ottobre 2020 |